# Episodi di Organizzazione U.N.C.L.E. (prima stagione)
La prima stagione della serie televisiva Organizzazione U.N.C.L.E. è stata trasmessa in anteprima negli Stati Uniti d'America dalla NBC tra il 22 settembre 1964 e il 19 aprile 1965.
| nº | Titolo originale              | Titolo italiano | Prima TV USA      | Prima TV Italia |
| -- | ----------------------------- | --------------- | ----------------- | --------------- |
| 1  | The Vulcan Affair             |                 | 22 settembre 1964 |                 |
| 2  | The Iowa-Scuba Affair         |                 | 29 settembre 1964 |                 |
| 3  | The Quadripartite Affair      |                 | 6 ottobre 1964    |                 |
| 4  | The Shark Affair              |                 | 13 ottobre 1964   |                 |
| 5  | The Deadly Games Affair       |                 | 20 ottobre 1964   |                 |
| 6  | The Green Opal Affair         |                 | 27 ottobre 1964   |                 |
| 7  | The Giuoco Piano Affair       |                 | 10 novembre 1964  |                 |
| 8  | The Double Affair             |                 | 17 novembre 1964  |                 |
| 9  | The Project Strigas Affair    |                 | 24 novembre 1964  |                 |
| 10 | The Finny Foot Affair         |                 | 1º dicembre 1964  |                 |
| 11 | The Neptune Affair            |                 | 8 dicembre 1964   |                 |
| 12 | The Dove Affair               |                 | 15 dicembre 1964  |                 |
| 13 | The King of Knaves Affair     |                 | 22 dicembre 1964  |                 |
| 14 | The Terbuf Affair             |                 | 29 dicembre 1964  |                 |
| 15 | The Deadly Decoy Affair       |                 | 11 gennaio 1965   |                 |
| 16 | The Fiddlesticks Affair       |                 | 18 gennaio 1965   |                 |
| 17 | The Yellow Scarf Affair       |                 | 25 gennaio 1965   |                 |
| 18 | The Mad, Mad Tea Party Affair |                 | 1º febbraio 1965  |                 |
| 19 | The Secret Sceptre Affair     |                 | 8 febbraio 1965   |                 |
| 20 | The Bow-Wow Affair            |                 | 15 febbraio 1965  |                 |
| 21 | The Four-Steps Affair         |                 | 22 febbraio 1965  |                 |
| 22 | The See-Paris-And-Die Affair  |                 | 1º marzo 1965     |                 |
| 23 | The Brain-Killer Affair       |                 | 8 marzo 1965      |                 |
| 24 | The Hong Kong Shilling Affair |                 | 15 marzo 1965     |                 |
| 25 | The Never-Never Affair        |                 | 22 marzo 1965     |                 |
| 26 | The Love Affair               |                 | 29 marzo 1965     |                 |
| 27 | The Gazebo in the Maze Affair |                 | 5 aprile 1965     |                 |
| 28 | The Girls of Nazarone Affair  |                 | 12 aprile 1965    |                 |
| 29 | The Odd Man Affair            |                 | 19 aprile 1965    |                 |